# برج حمود
برج حمود هي إحدى البلدات اللبنانية من قرى قضاء المتن في محافظة جبل لبنان. وتعتبر من ضواحي بيروت الكبرى ومركزا كبيرا للبنانيين من أصل أرمني.

## أعلام
من أعلام برج حمود:
- حسن نصر الله
- تفين كارول مومجوغليان
- كريستينا صوايا
- بيار شماسيان